# Marko Babić (branitelj)
Marko Babić (Vukovar, 16. veljače 1965. − Zagreb, 5. srpnja 2007.), bio je legendarni hrvatski branitelj Domovinskog rata i pukovnik Oružanih snaga Republike Hrvatske. Posmrtno je promaknut u čin brigadnog generala.  
Borio se u bitci za Vukovar i drugim bojištima diljem Hrvatske do konačnog oslobođenja.

## Kratki životopis
Marko Babić je nekoliko godina proveo na privremenom radu u Švicarskoj. Uoči velikosrpske agresije na Hrvatsku, u travnju 1991. godine vraća se u Vukovar. Priključuje se hrvatskim braniteljima na Trpinjskoj cesti.

## Domovinski rat
Bio je zamjenik zapovjednika 3. bojne 204. vukovarske brigade i jedan od najbližih suboraca i zamjenik legendarnog zapovjednika, general-bojnika Blage Zadre. Uništio je na Trpinjskoj cesti 14 tenkova. Organizirao je iznimno uspješnu protuoklopnu borbu u zoni odgovornosti 3. bojne, posebno protuoklopne vodove "Žuti mravi"  i "Pustinjski štakori".
Nakon pogibije Blage Zadre, preuzeo je zapovijedanje 3. bojnom.
Po padu Vukovara, s nekolicinom drugih boraca se probio iz grada. Suborci kazuju kako ih se dojmilo da prema neprijatelju nije iskazivao mržnju, unatoč tome što su njegovi roditelji još 14. rujna 1991. godine odvedeni iz Vukovara i ubijeni u obližnjem selu Boboti.

## Poslijeratno razdoblje
Pukovnik Marko Babić napustio je HV do 1997. godine kada se časno skinuo. Zajedno s redateljem Eduardom Galićem i producentom Dominikom Galićem producirao je dokumentarac Heroji Vukovara. Na poticaj Mladena Pavkovića, UBIUDR Podravka mu je 2012. godine dodijelila posmrtno priznanje - Junak hrvatskog Domovinskog rata. Priznanje su primili članovi njegove obitelji u Vukovaru.
Po njegovim riječima nije se borio za braniteljsku mirovinu, nego za Vukovar i Hrvatsku pa je mirovinu odbio.
Umro je od posljedica moždanog udara. Marko Babić pokopan je na vukovarskom Memorijalnom groblju Hrvatskih branitelja 7. srpnja 2007. godine.

## Priznanja i spomen
- 2012.: UBIUDR Podravka dodijelila mu je posmrtno priznanje, Junak hrvatskog Domovinskog rata.
- 2016.: Grad Vukovar dodijelio mu je Nagradu za životno djelo za zaslugu u obrani Vukovara te doprinos koji je dao u Domovinskom ratu.
- 2018.: Povodom 11. obljetnice smrti Strukovna škola Vukovar nazvana je po njemu, Srednja strukovna škola "Marko Babić" Vukovar.[4]
- 2019.: dana 13. rujna, u vojarni "Josip Jović" u Udbini otvoreno je novoustrojeno središte za razvoj vođa koje je nazvano po njemu, Središte za razvoj vođa "Marko Babić".[5]
- 2024.: dana 2. kolovoza, Predsjednik Republike Hrvatske Zoran Milanović dodijelio mu je posmrtno počasni čin brigadnog generala.[6]

## Vanjske poveznice
- Članak u Slobodnoj Dalmaciji.[neaktivna poveznica]
- Vijesti.net
- Heroji Vukovara  Arhivirana inačica izvorne stranice od 14. kolovoza 2010. (Wayback Machine)
- Članak u Nacionalu.  Arhivirana inačica izvorne stranice od 28. lipnja 2009. (Wayback Machine)